# Ptocasius
Genre
Ptocasius est un genre d'araignées aranéomorphes de la famille des Salticidae.

## Distribution
Les espèces de ce genre se rencontrent en Asie.

## Liste des espèces
Selon World Spider Catalog (version 25.0, 18/02/2024) :
- Ptocasius angulatus Yang & Peng, 2023
- Ptocasius badongensis (Song & Chai, 1992)
- Ptocasius bhutanicus (Żabka, 1981)
- Ptocasius bulbosus (Peng, Tang & Li, 2008)
- Ptocasius cambridgei (Żabka, 1981)
- Ptocasius circulus Yang & Peng, 2023
- Ptocasius danzhu Yang & Peng, 2023
- Ptocasius davidi Yang & Peng, 2023
- Ptocasius dian C. Wang, Mi & Peng, 2023
- Ptocasius falcatus (Zhu, J. X. Zhang, Z. S. Zhang & Chen, 2005)
- Ptocasius filiformus Yang & Peng, 2023
- Ptocasius foliolatus Yang & Peng, 2023
- Ptocasius fulvonitens Simon, 1902
- Ptocasius geminus Yang & Peng, 2023
- Ptocasius gogonaicus (Żabka, 1981)
- Ptocasius gratiosus G. W. Peckham & E. G. Peckham, 1907
- Ptocasius helvetorum (Żabka, 1981)
- Ptocasius hubeiensis (Li, Wang, Irfan & Peng, 2018)
- Ptocasius hybridus (Żabka, 1981)
- Ptocasius incognitus (Żabka, 1981)
- Ptocasius intermedius (Żabka, 1981)
- Ptocasius jietouensis Yang & Peng, 2023
- Ptocasius kinhi Żabka, 1985
- Ptocasius linzhiensis Hu, 2001
- Ptocasius linzhiensis (Hu, 2001)
- Ptocasius longapophysis Yang & Peng, 2023
- Ptocasius longlingensis Yang & Peng, 2023
- Ptocasius lushiensis (Zhang & Zhu, 2007)
- Ptocasius metzneri Patoleta, Gardzińska & Żabka, 2020
- Ptocasius montanus (Żabka, 1981)
- Ptocasius montiformis Song, 1991
- Ptocasius nepalicus (Żabka, 1980)
- Ptocasius nobilis (Żabka, 1981)
- Ptocasius novus (Żabka, 1981)
- Ptocasius orientalis (Żabka, 1981)
- Ptocasius originalis (Żabka, 1981)
- Ptocasius paraweyersi Cao & Li, 2016
- Ptocasius pilosus (Żabka, 1981)
- Ptocasius plumipalpis (Thorell, 1895)
- Ptocasius pseudoflexus (Liu, Yang & Peng, 2016)
- Ptocasius pulchellus (Li, Wang, Irfan & Peng, 2018)
- Ptocasius rectangulus Yang & Peng, 2023
- Ptocasius robustus Yang & Peng, 2023
- Ptocasius sakaerat Patoleta, Gardzińska & Żabka, 2020
- Ptocasius senchalensis (Prószyński, 1992)
- Ptocasius silvaticus (Żabka, 1981)
- Ptocasius simoni (Żabka, 1981)
- Ptocasius songi Logunov, 1995
- Ptocasius stemmleri (Żabka, 1981)
- Ptocasius strandi (Żabka, 1981)
- Ptocasius strupifer Simon, 1901
- Ptocasius subhubeiensis C. Wang, Mi & Peng, 2023
- Ptocasius supinus (Żabka, 1981)
- Ptocasius tenellus (Żabka, 1981)
- Ptocasius tengchongensis Yang & Peng, 2023
- Ptocasius tenzingi (Żabka, 1980)
- Ptocasius thakkholaicus (Żabka, 1980)
- Ptocasius thimphuicus (Żabka, 1981)
- Ptocasius umbellulatus Yang & Peng, 2023
- Ptocasius urbanii (Żabka, 1981)
- Ptocasius variegatus Logunov, 1995
- Ptocasius versicolor (Żabka, 1981)
- Ptocasius vittatus Song, 1991
- Ptocasius wangdicus (Żabka, 1981)
- Ptocasius weyersi Simon, 1885
- Ptocasius wuermli (Żabka, 1981)
- Ptocasius zabkai Yang & Peng, 2023
- Ptocasius zonatus Yang & Peng, 2023

## Systématique et taxinomie
Ce genre a été décrit par Simon en 1885.

## Publication originale
- Simon, 1885 : « Arachnides recueillis par M. Weyers à Sumatra. Premier envoi. » Annales de la Société Entomologique de Belgique, vol. 29, p. 30-39 (texte intégral).